# Pečetín
Pečetín je malá vesnice, část obce Bolešiny v okrese Klatovy v Plzeňském kraji. Nachází se asi 3,5 kilometru východně od Bolešin a osm kilometrů severovýchodně od Klatov. Farností patří k Němčicím. Pečetín je také název katastrálního území o rozloze 3,56 km².

## Název
Název Pečetín je odvozen od dnes již neexistujícího jména Pečata a signalizuje, že tu kdysi dávno býval majetek, pravděpodobně dvůr, nositele tohoto jména.
V roce 1552 se o vsi psalo jako o Peczietinowie (Pečetínově), ale možná, že šlo o chybný zápis, neboť vždy jindy je uvedeno Pečetín, respektive Pečetíno, zapsáno buď Peczetino, či Peczzetino, v 18. století pak Pecžetjn, ale také německy Petschetin. Dočasný přechod do středního rodu byl v jihozápadních Čechách u místních jmen velmi častý, ale většinou se zase vrátila do rodu mužského.

## Historie
První písemná zmínka o Pečetíně pochází z roku 1524 (některé zdroje uvádí až rok 1552), kdy ves patřila do Zelenohorského panství, které v té době drželi Šternerkové. V roce 1601 prodal Ladislav ze Šternberka řečený Lacek Pečetín Janu Václavu Kocovi z Dobrše na Bystřici a Obytcích. Kocům pak patřil třicet let a v roce 1631 ho prodali Čejkům z Němčič. Od nich pak ves získal v roce 1789 hrabě Thun a následně se stala majetkem řádu maltézských rytířů.

## Obyvatelstvo
| Rok            | 1869 | 1880 | 1890 | 1900 | 1910 | 1921 | 1930 | 1950 | 1961 | 1970 | 1980 | 1991 | 2001 | 2011 | 2021 |
| -------------- | ---- | ---- | ---- | ---- | ---- | ---- | ---- | ---- | ---- | ---- | ---- | ---- | ---- | ---- | ---- |
| Počet obyvatel | 323  | 284  | 275  | 287  | 287  | 279  | 243  | 178  | 176  | 120  | 104  | 85   | 68   | 55   | 66   |
| Počet domů     | 45   | 48   | 50   | 50   | 48   | 47   | 46   | 47   | 46   | 39   | 38   | 39   | 39   | 39   | 39   |

## Obecní správa
Při sčítání lidu v letech 1850–1960 Pečetín byl samostatnou obcí v okrese Klatovy. V letech 1961–1975 byly částí obce Myslovice v okrese Klatovy. Od 1. ledna 1976 je částí obce Bolešiny v okrese Klatovy. Poté se Myslovice opět osamostatnily, ale Pečetín již zůstal součástí Bolešin. V letech 1850–1899 k obci patřily Domažličky a Újezdec.

## Pamětihodnosti
- Výklenková kaple svatého Huberta

## Galerie

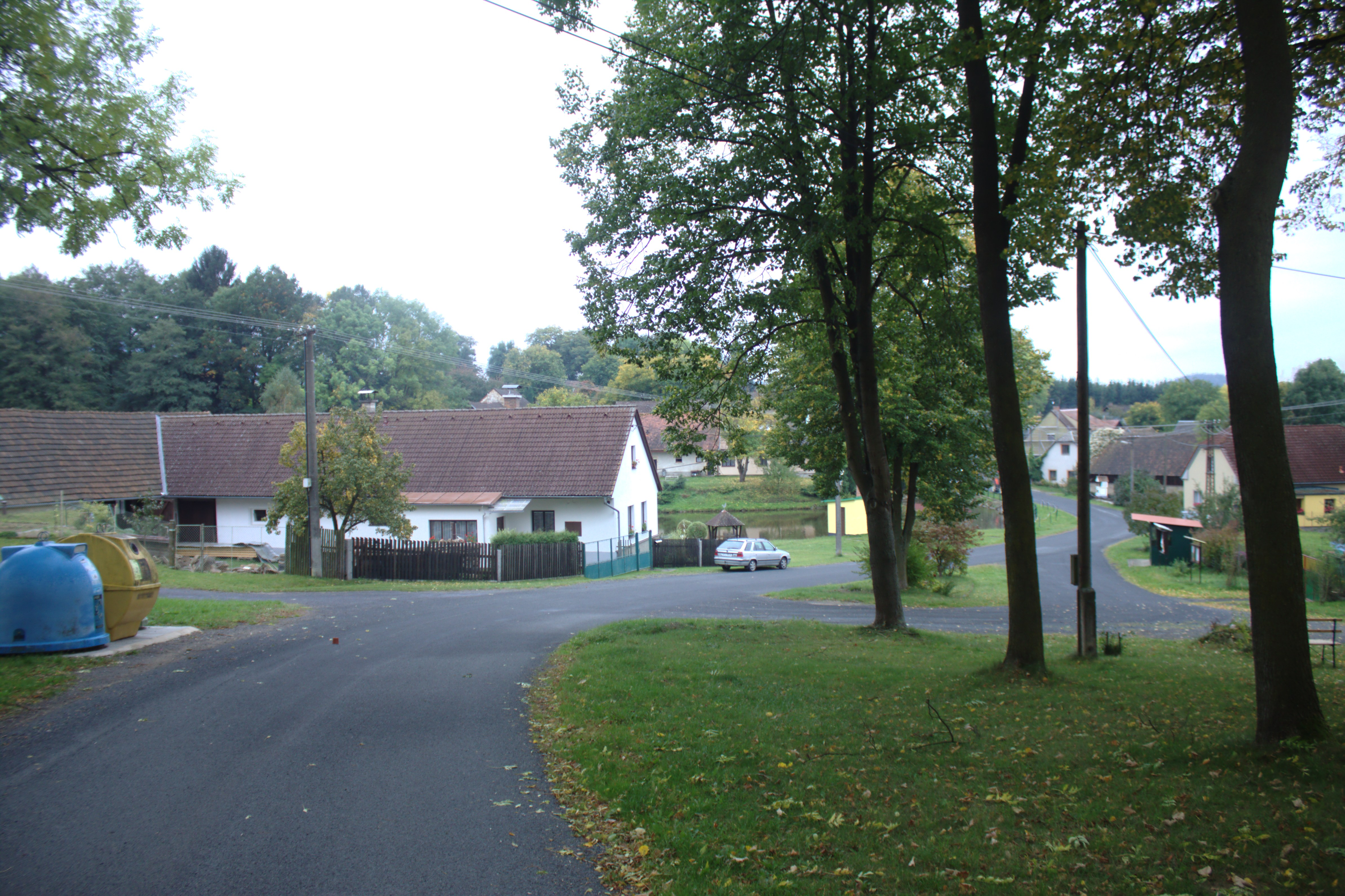
Hlavní silnice
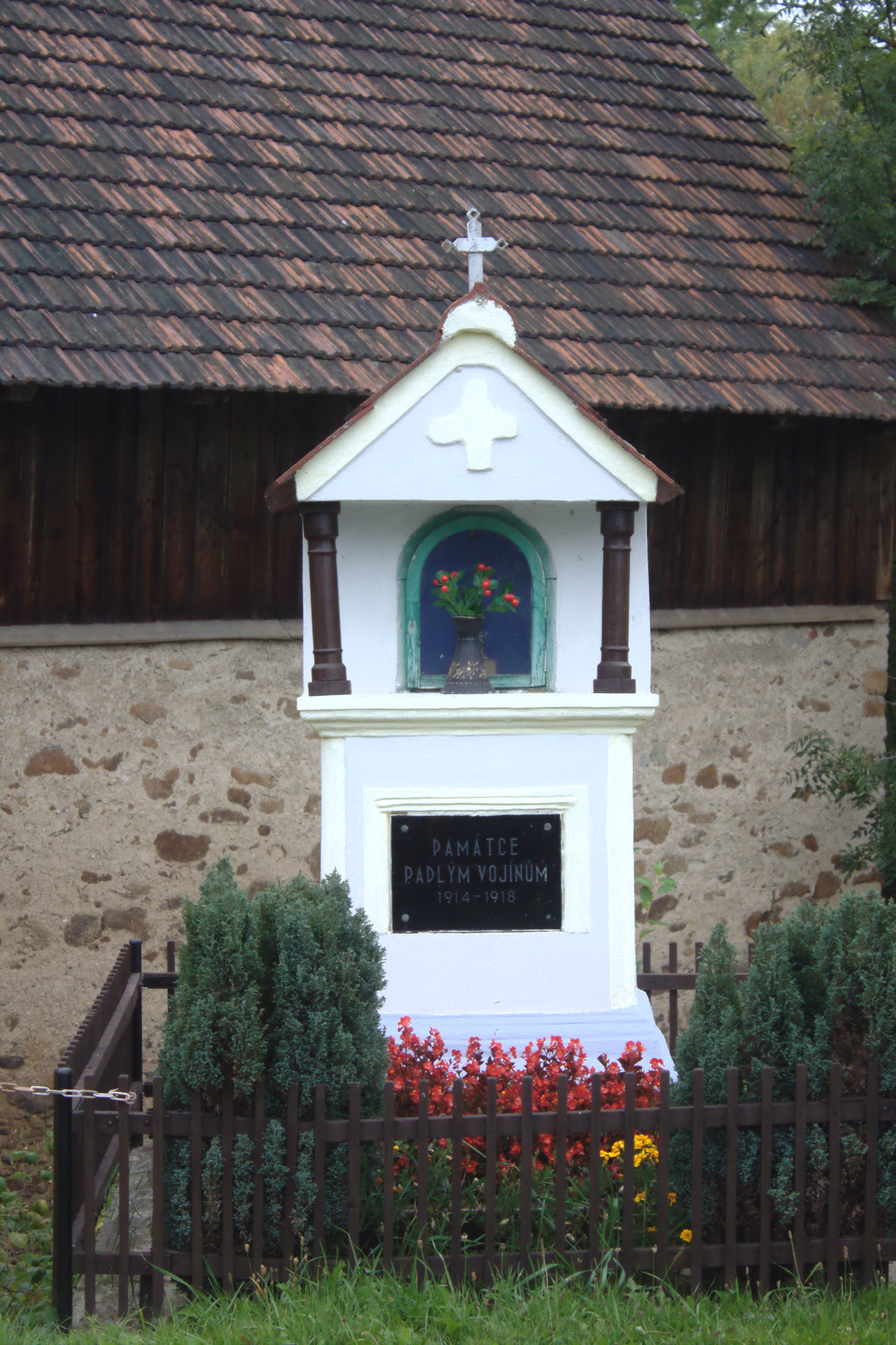
Pomník padlým v 1. světové válce
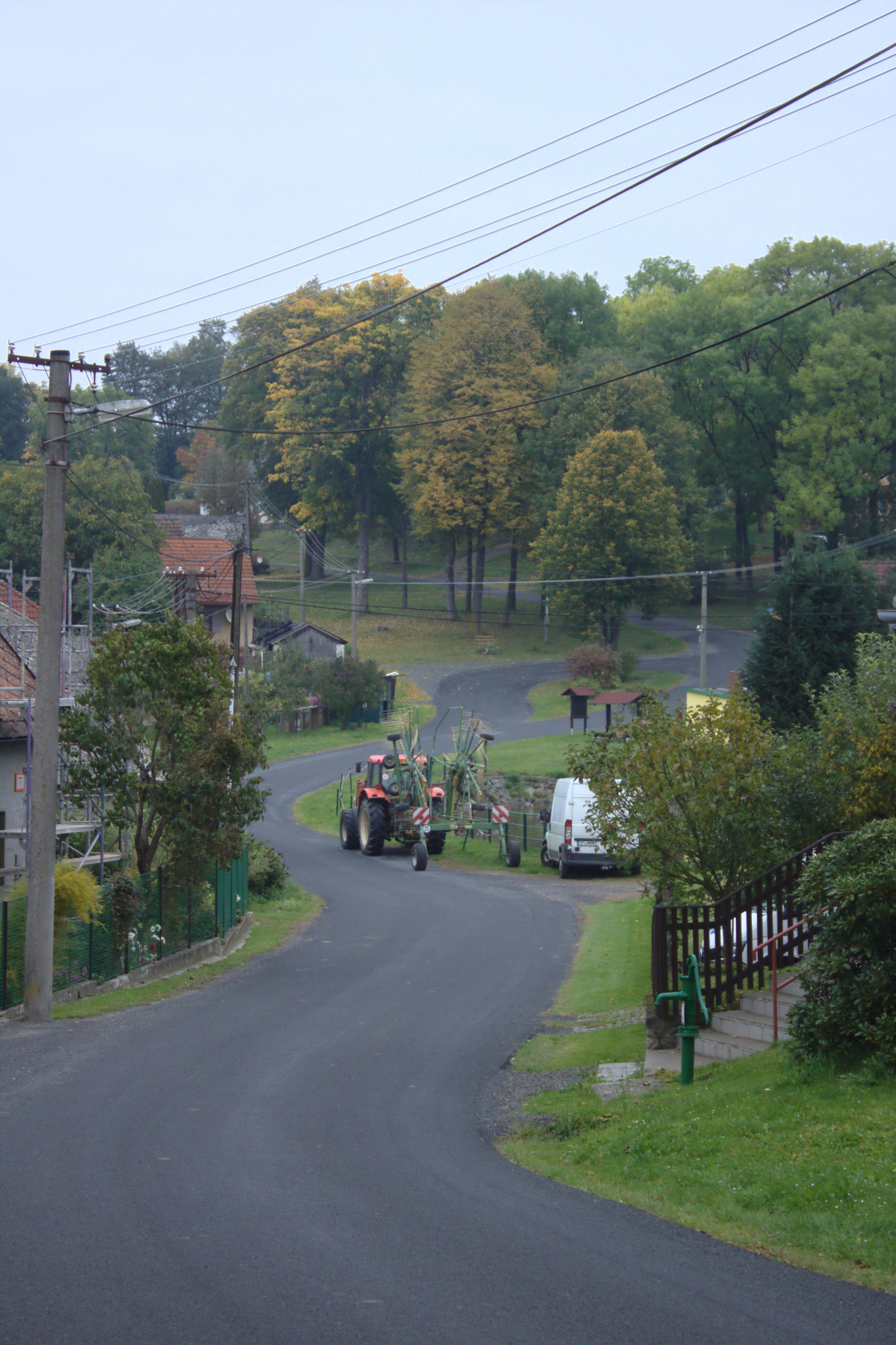
Silnice